# Euploea gustavi-felleri
Euploea gustavi-felleri är en fjärilsart som beskrevs av Felix Bryk 1937. Euploea gustavi-felleri ingår i släktet Euploea och familjen praktfjärilar. Inga underarter finns listade i Catalogue of Life.